# Стоян Димчов
Стоян Павле Димчов (на македонска литературна норма: Стоjан Димчов) е офицер, бригаден генерал от Северна Македония.

## Биография
Роден е на 23 август 1957 г. в Щип. Завършва гимназия в Щип през 1976 г. През 1980 г. завършва Военната академия на Сухопътните войски на ЮНА с артилерийски профил. От 1980 до 1982 г. е командир на самостоен взвод в Дяково, Косово. В периода 1982 – 1989 г. е командир на батарея в Киселяк (1982 – 1986) и Дяково (1986 – 1989). От 1989 до 1992 г. е командир на артилерийски дивизион в Дяково. През 1992 г. влиза в армията на Република Македония и е назначен за началник-щаб, той и заместник-командир на лека пехотна бригада в Кочани. От 1995 до 1997 г. е командир на пехотен батальон в Кочани и Щип. През 1996 г. завършва Команднощабната академия на Военната академия в Скопие. От 1997 до 2000 г. е помощник началник-щаб по оперативно-учебната работа на бригада в Скопие. Между 2000 и 2002 г. е щабен офицер за военно сътрудничество на НАТО с държавите членки на „Партньорство за мир“ в Сектор „Сътрудничество и регионална сигурност“ в международния военен щаб на командването на НАТО в Брюксел. В периода 2002 – 2005 г. е командир на резервна пехотна бригада в Скопие. През 2005 г. завършва Школата за национални сигурност и отбрана към Националният университет за отбрана на Вашингтон. След това е назначен за помощник-началник на Генералния щаб на армията на Република Македония по планирането до 2006 г. През 2006 г. за кратко е началник на G-3 в Генералния щаб. От 2006 до 2012 г. е началник-щаб в Обединеното оперативно командване. Между 2009 и 2011 г. е едновременно с предишната длъжност и заместник-командир на бригада „Югоизточна Европа“. От 2012 до 2013 е командир на 1-ва механизирана пехотна бригада в Ибрахимово. В периода 2013 – 2015 г. отново е началник-щаб в Обединеното оперативно командване. Излиза в запаса през октомври 2015 г. Пише във военните списания „Одбрана“, „Штит“ и „Офицер“. Преподава във Военната академия „Михайло Апостолски“ от 2005 до 2007 г. и 2011 г.

## Военни звания
- Артилерийски подпоручик (1980)
- Поручик (1981)
- Капитан (1984)
- Капитан 1 клас (1989)
- Майор (1993)
- Подполковник (1998)
- Полковник (2003)
- Бригаден генерал (2012)

## Награди
- Орден за военни заслуги със сребърни мечове, 1990 година;